# Laguenne-sur-Avalouze
Laguenne-sur-Avalouze is een gemeente in het Franse departement Corrèze (regio Nouvelle-Aquitaine). De plaats maakt deel uit van het arrondissement Tulle. Laguenne-sur-Avalouze is op 1 januari 2019 ontstaan door de fusie van de gemeenten Laguenne en Saint-Bonnet-Avalouze. De gemeente telde 1.565 inwoners op 1 januari 2022.

## Geografie
De oppervlakte van Laguenne-sur-Avalouze bedroeg op 1 januari 2022 12,15 vierkante kilometer; de bevolkingsdichtheid was toen 128,8 inwoners per km².
De onderstaande kaart toont de ligging van Laguenne-sur-Avalouze met de belangrijkste infrastructuur en aangrenzende gemeenten.

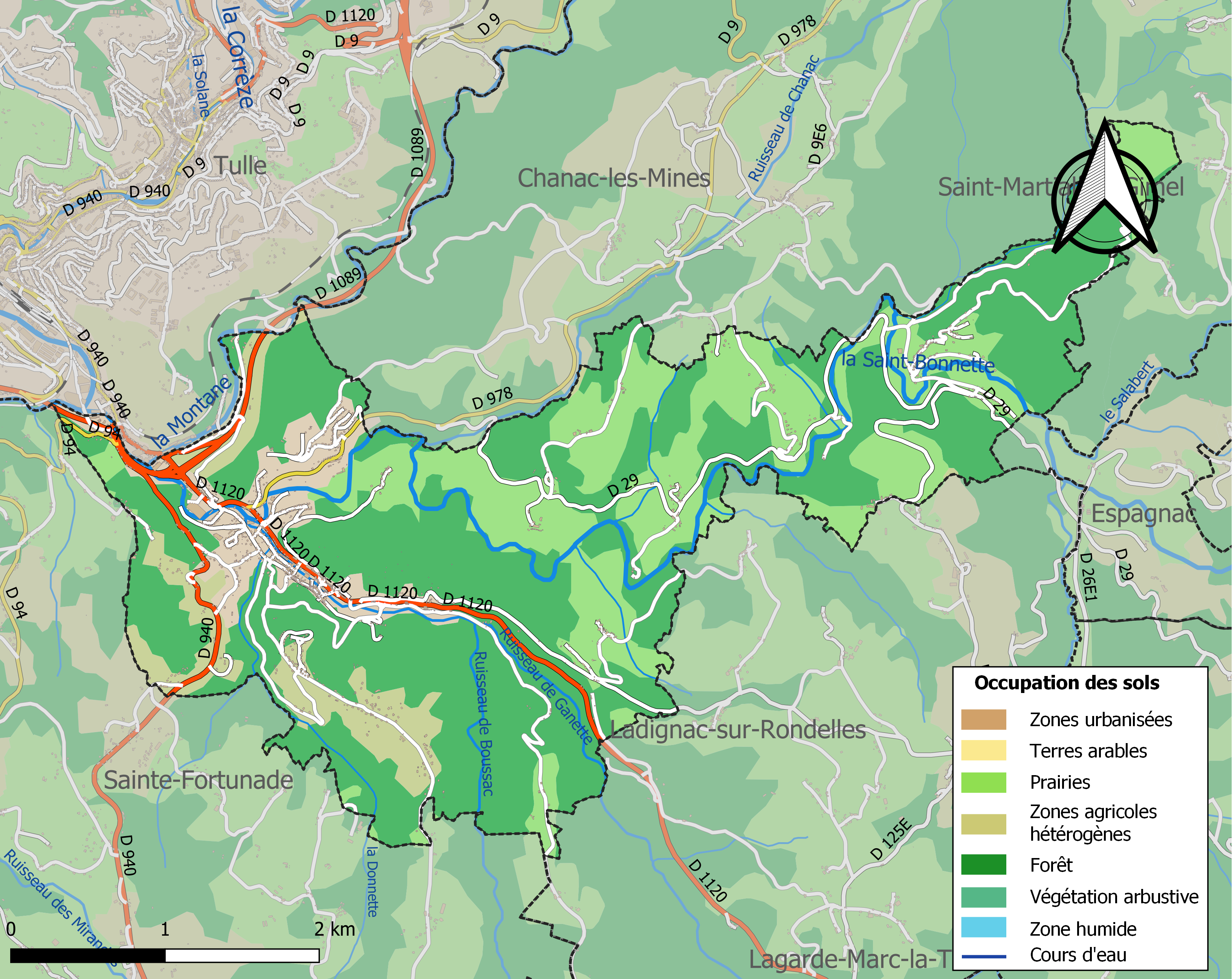